# Heterocyathus sulcatus
Heterocyathus sulcatus is een rifkoralensoort uit de familie van de Caryophylliidae. De wetenschappelijke naam van de soort is voor het eerst geldig gepubliceerd in 1866 door Verrill.